# 上海锦绣文章出版社
上海锦绣文章出版社有限公司，原名上海画报出版社，是中华人民共和国上海市的一间出版社，属上海世纪出版集团，1982年开始出版《上海画报》。

## 历史
1981年9月，上海画报社成立。1985年2月，上海画报社进行了改组。1985年3月，上海画报出版社成立，隶属于上海人民美术出版社，出版《上海画报》和摄影相关图书。
2007年，更名上海锦绣文章出版社。